# الراشدية (العقبة)
الراشدية منطقة سكنية تقع في لواء القويرة، محافظة العقبة في الأردن. تنتمي المنطقة لقضاء القويرة الذي يضم 10 مناطق. يقدر عدد سكانها بـ 3424 نسمة حسب إحصاء 2015.

## الوصلات الخارجية
- دائرة الاحصاءات العامة